# Megalognatha pygidialis
Megalognatha pygidialis là một loài bọ cánh cứng trong họ Chrysomelidae. Loài này được Laboissiere miêu tả khoa học năm 1926.